# Каджар (Физулинский район)
Каджар (азерб. Qacar) — село в  Физулинском районе Азербайджана.

## География
Расположено на реке Кенделанчай к северо-западу от города Физули.

## История
Село Каджар связывают с Ак-Коюнлу. В годы Российской империи село Каджар (Каджаръ) находилось в составе Шушинского уезда Елизаветпольской губернии.
В советские годы село входило в состав Физулинского района Азербайджанской ССР. В результате Первой карабахской войны в августе 1993 года перешло под контроль непризнанной Нагорно-Карабахской Республики и именовалось там Дживани.
7 ноября 2020 года в ходе 44-дневной Второй карабахской войны президент Азербайджана объявил об «освобождении от оккупации» села силами ВС Азербайджана.

## Население
По данным «Кавказского календаря» на 1912 год в селе проживало 1194 человека, в основном  «татары» (имеются в виду азербайджанцы).
По данным переписи 2005 года в селе проживало 145 человек.
В селе родился Национальный герой Азербайджана Башир Керимов.

## Комментарии
1. ↑  До советизации азербайджанцев в русскоязычных источниках называли в основном «татарами», «закавказскими татарами» или «адербайджанскими татарами». Подробнее см. в статье «Азербайджанцы»